# Maria Skyllas-Kazacos
Maria Skyllas-Kazacos (Calímnos, 26 de outubro de 1951) é uma química australiana. É conhecida pelo desenvolvimento da bateria redox de vanádio.
Maria Skyllas-Kazacos chegou em 1954 com sua família na Austrália e frequentou a escola em Sydney. Estudou engenharia química na Universidade de Nova Gales do Sul, obtendo o diploma em 1974. Obteve um doutorado em 1978 orientada por Barry Welch, com uma tese sobre eletroquímica do sal fundido. No pós-doutorado esteve durante um ano no Bell Labs, onde trabalhou com células solares e obteve uma patente para a produção eletroquímica de filmes finos de seleneto de cádmio. Além disso trabalhou com baterias de chumbo-ácido e descobriu íons de chumbo tetravalente em solução. Por esta descoberta recebeu o Prêmio Bloom Gutmann. Foi Rainha Elizabeth II fellow na Universidade de Nova Gales do Sul e 1982 professor de engenharia química.
Na década de 1980 ela e sua equipe da Universidade de Nova Gales do Sul desenvolveram o acumulador de redox de vanádio, patenteado em 1988. É usado na indústria, por exemplo, como armazenador de energia em turbinas eólicas.